# 重信秀人
重信 秀人（しげのぶ ひでと、1954年12月11日 - ）は大阪府出身のプロゴルファー。
　

## 来歴
大阪府立成城工業高等学校卒業。
近畿大学を1日通っただけでプロを目指して中退し、1979年にプロ入りすると、デビュー戦の中四国オープンでいきなり優勝という快挙を達成。
1981年にはアジアサーキット・マレーシアオープンでブライアン・ジョーンズ（オーストラリア）、陳志明（中華民国）と並んでの3位タイに入り、国内では関西プロ、東海クラシックで共に2位と2勝目には届かなかったが、同年からシードの常連に加わる。
1982年の関西プロでは4日間ドライバーは曲がりっぱなしで、パットに救われたが、一度も首位を譲らず、ベテラン杉原輝雄の激しい追い上げを振り切って優勝。台風10号の影響で、やや風が強かった最終日を2位と4打差でスタートし、堅実なゴルフを展開。アウトは2バーディー、1ボギーとし、インの13、14番で連続ボギーを叩いて一時2位と3打差まで縮まったが、15番のバーディーで突き放した。17番でパーを取って勝ったと思うと、最終ホールで6mのバーディーパットを捻じ込んだ瞬間には思わず万歳をし、全身で喜びを表した。
1982年には日本プロスポーツ大賞新人賞を受賞したほか、1983年の新潟オープンでは青木功・高橋勝成、1984年のブリヂストン阿蘇では長谷川勝治・矢部昭とのプレーオフを制し、3年連続優勝をマーク。
1983年の日本プロマッチプレーでは予想線上にも挙がらなかった中で次々に難敵を下し、中嶋常幸と決勝戦の名勝負を見せた 。1986年のダンロップインターナショナルでは風邪による発熱で「明日はダウンするかも」といいながら、強風下の最終日に上位の尾崎将司・倉本昌弘、グラハム・マーシュ（オーストラリア）ら強豪がスコアを崩す中で、手堅くイーブンパーにまとめて大逆転優勝した 。
日本プロマッチプレーでは準々決勝で中村通を下し、準決勝では青木を下していた泉川ピートとの対戦で前半のインに入って猛攻。11、14番とバーディーで取って2アップとした後、泉川のショットの乱れもあって16番から3連続で取り、5アップで折り返した。後半アウトは取ったり取られたりで、重信4アップでインに入り、10番で5アップとした。泉川は14、15番で取って意地を見せたが、そのまま3-2で重信が決勝に進んだ。決勝は同じ28歳の中嶋で、どちらが勝っても大会最年少優勝という対決となった決勝であった。重信は前年賞金ランク28位で「ランク1位と28位ですからね。まともではだめでしょう。小股すくいでもやらんことには」と開き直ったが、決勝は稀に見る激闘になる。「小股すくい」狙いの重信はスタート1番で1mにつけ、2番では7mを入れる連続バーディーで2アップと先行。中嶋も7、9番のパー5を取って追いつき、その後も一進一退の攻防が続く。重信2アップで後半に入ると、中嶋が2番で8mを沈め、3番で重信のミスでイーブンに戻した。5番で重信、6番で中嶋が取った後、9番で中嶋が10mのバーディーを決めて、この試合初めてリードした。その後、引き分けが続いたが、18番パー5、重信が第3打をOKにつけるバーディーを奪って土壇場で追いつき、延長戦に突入。37ホール目の15番をパーで分けた後、38ホール目の16番パー5で右の林に入れた中嶋に対して、左の深いラフに打ち込んだ重信はミスを重ねて4オン、2mとなる。中嶋は林から出して70cmに4オンし、先にパーパットを外した重信が見つめる中、中嶋のパーパットがカップをくるりと1回転、止まりかけたがポトリとカップに落ちて決着。中嶋は両手で頭を抱えて後ろにのけぞり、グリーンに倒れ込んで1回転した。
「ボチボチいきますワ」が口癖で、周囲をアッといわせるプレーが持ち味であり、ツアーの中堅プレーヤーとして長くプレー。1988年・1989年と2シーズンはシード落ちしていたが、1990年に返り咲いてからは1994年まで何とか守り通す 。最後となった1994年は最も苦しく、35試合でベスト10入りは3試合だけに終わる。ポカリスエットでは初日67で首位スタートを切りながら結局6位タイに終わり、ペプシでは3日目の66で20位から8差の2位に上がったものの差が大き過ぎて7位タイに甘んじ、ゴルフダイジェストトーナメントは逆に最終日67を出したものの9位がやっとであった。平均ストロークも1993年の73.11（69位）に比べて72.52（49位）と上がったが、前年同様に予選落ちが10試合を超えているのではランクアップは望めなかった。1993年はツアー終盤に、国内の高額賞金試合を捨ててまでワールドカップ日本代表としてフロリダに飛んだ。
2005年からはシニアに本格参戦し、シニアデビュー戦となったオーベルストシニアでは2日目にトップに立ち、三好隆と激しい優勝争いを演じ1打及ばず2位とシニア初優勝はならなかった。シニアツアー8試合にフル出場して予選落ちはなく、安定した成績で賞金ランク17位に入ってシード権を獲得。
2006年には台湾モバイル・シニアオープンで海外初優勝を挙げ、国内では優勝こそないもののシード入りを続ける。
2007年はシニアツアー全8試合に出場してファンケルクラシック17位タイがベストであったが、予選落ちはなくコンスタントな成績を残し、賞金ランク27位とした。
2008年は同年の日本オープンを最後にレギュラーツアーから引退し、シニアでは「小林旭・三甲シニア」と日本プロシニアで5位タイ、富士フイルム選手権8位タイと3試合でベスト10入りして予選落ちはなく、手堅いゴルフを展開した。
2015年の日本プログランドシニアでは2位タイで迎えた最終日、接戦を制し2位と1打差のトータル141で優勝。首位と1打差でスタートし、上位がスコアを崩す中でトータル3アンダーを守り切っての逆転優勝であった。

## 主な優勝

### レギュラー
- 1979年 - 中四国オープン
- 1982年 - 関西プロ
- 1983年 - 新潟オープン
- 1984年 - ブリヂストン阿蘇
- 1986年 - ダンロップインターナショナル
- 1992年 - 山口オープン

### シニア
- 2015年 - 日本プログランドシニア

### 海外
- 2006年 - 台湾モバイル・シニアオープン